# Józef Gronowski
Józef Gronowski (ur. 11 grudnia 1892 w Czosnowie, zm. 29 maja 1934 w Warszawie) – podpułkownik piechoty Wojska Polskiego.

## Życiorys
Urodził się 11 grudnia 1892 w Czosnowie, w rodzinie Jana i Marii z Malinowskich. Do Wojska Polskiego został przyjęty z byłych Korpusów Wschodnich i byłej armii rosyjskiej. Służył w 33 Pułku Piechoty w Łomży. 12 kwietnia 1927 został mianowany majorem ze starszeństwem z 1 stycznia 1927 i 29. lokatą w korpusie oficerów piechoty. W następnym miesiącu został przeniesiony do 31 Pułku Piechoty w Łodzi na stanowisko kwatermistrza, a w sierpniu tego roku przesunięty na stanowisko dowódcy III batalionu. W kwietniu 1928, w związku z likwidacją III baonu, został przesunięty na stanowisko dowódcy II baonu. W marcu 1930 został przeniesiony do 3 Pułku Strzelców Podhalańskich w Bielsku na stanowisko obwodowego komendanta Przysposobienia Wojskowego. 14 grudnia 1931 został awansowany na podpułkownika ze starszeństwem z 1 stycznia 1932 i 22. lokatą w korpusie oficerów piechoty. W marcu 1932 został przeniesiony do 6 Pułku Strzelców Podhalańskich w Samborze na stanowisko zastępcy dowódcy pułku.
Zmarł 29 maja 1934 w Warszawie. 1 czerwca tego roku został pochowany na Cmentarzu Wojskowym na Powązkach (kwatera A10-8-2).

## Ordery i odznaczenia
- Krzyż Walecznych
- Złoty Krzyż Zasługi – 10 listopada 1928[12]
- Medal Niepodległości – 9 listopada 1933 „za pracę w dziele odzyskania niepodległości”[13]
- Krzyż Zasługi Wojsk Litwy Środkowej[10]
- Odznaka Pamiątkowa Więźniów Ideowych[1]